# Лівочка Анастасія Павлівна
Лівочка Анастасія Павлівна (нар. 2000, Донецьк) — українська юна майстриня, фіналістка Intel ISEF — 2017 (Лос-Анджелес), MILSET — EXPO (Бразилія) і Stockholm Junior Water Prize (Швеція), студентка Українського католицького університету у Львові.
Газета «Факти» винахід 16-річної Анастасії (розсікач диму від пічок у зоні АТО) включила до ТОП-5 винаходів українських вундеркіндів.

## Життєпис
Анастасія Лівочка народилася 2000 року у Донецьку. Але з початком воєнних дій у рідному місті батько пішов в АТО, а вона разом з мамою переїхала до Львова.
У вересні 2014 року перейшла до 9-го класу Львівського технологічного ліцею. У новій школі почала займатись у науковій лабораторії та ресурсно-методичному центрі науково-дослідницьких технологій. Тоді ж вперше потрапила на всеукраїнський конкурс Малої академії наук України у відділеннях технічних і комп'ютерних наук. Паралельно займалася спортом та захоплювалася танцями.
|  | «Я себе знайшла тільки у дев'ятому класі, коли переїхала з Донецька. До того я просто вчилась у школі і нічим особливо не займалась, мої батьки навіть трохи переживали і нагадували, що досить вже гуляти. Вони намагались мене якось мотивувати, але змотивувало життя. Тільки після переїзду я зрозуміла, для чого мені потрібно вчитись, що зараз моє майбутнє тільки в моїх руках. Я бачила, що мої батьки у цій ситуації не дуже розуміли, що їм далі робити. Можна сказати, що за цей час я дуже подорослішала і зараз у Львові я вже півтора року живу сама, а батьки працюють у Києві. Мама дуже хотіла забрати мене до Києва, але я вже не захотіла їхати і залишати свою роботу над проектами. Я знала, що якщо в мене вже є моя дорога та мета, яка має сенс, то я маю йти за нею», розповіла про себе Анастасія Лівочка |

.
У 2017 році Анастасія Лівочка вступила на факультет прикладних наук Українського католицького університету у Львові.

## Винаходи
Розсікач диму
Анастасія Лівочка винайшла у 2015 році розсікач диму від пічок у зоні АТО. Завдяки цьому пристрою з оцинкованої жерсті, який розміщується на димоході печі, збільшується площа поверхні контакту диму з повітрям і він не підіймається струмом догори, а розсіюється по місцевості, а отже визначити тепловізором локацію, звідки йде тепло, стає важче. Плюс цього пристрою ще у тому, що його можна робити в польових умовах.
На захисті цього проекту в МАН був присутній волонтер з АТО, тож тепер цією розробкою користуються самі військові. За свій винахід дівчина отримала гран-прі конкурсу МАН.
|  | Науковий керівник винахідниці Віктор Колдун згадував, що нагородження довелося затримати на півгодини, бо журналісти вишикувалися в чергу до Насті, яка пояснювала, як працює конструкція. — Можете уявити реакцію публіки, коли дев’ятикласниця лист оцинкованої сталі гне просто руками, — усміхається Віктор Петрович. — А все тому, що вона вивчила механіку і використовувала край столу як концентратор напруження. |

Статичний еластичний підвіс у машинах швидкої допомоги
Вражена Анастасія від розбитих доріг у Донецькій області військовивими подіями у 2016 році вирішила допомогти пораненим, яких перевозять у машинах швидкої допомоги. Разом з науковим керівником Віктором Колдуном вони працювали над ідеєю статичних еластичних підвісів у машинах швидкої допомоги. Спеціальна платформа тримає ноші в стабільному положенні. Незважаючи на швидкість авто чи нерівність доріг, поранений залишається нерухомим, в одному положенні. Передивившись близько 400 патентів схожих розробок дівчина запропонувала свій варіант. Втім, виготовити прототип справжньої машини не вдалось — далі розмов з потенційними спонсорами проекту справа не пішла.
Цей винахід був оцінений другим місцем на всеукраїнському етапі МАН та суперфіналом національного відбору міжнародного конкурсу Intel-Техно.
Пристрій для дозування порошку у пральних машинках
Юну винахідницю схвилювало, що люди дуже часто перевикористовують пральний порошок. За припущенням, що кожна машинка при кожному пранні буде перевикористовувати лише 1 грам порошку, то за рік у світовий океан змиється 100 тисяч тонн залишків порошку. Офіційно проект називається «Автоматичний дозатор-оптимізатор синтетичних мийних засобів».
Вже не один рік триває патентуванням розробки, і потенційно її можна буде продавати різним фірмам, що займаються виробництвом пральних машинок.
Цей проект Анастасія Лівочка захистила на МАНі, представляла у 2017 році на Intel ISEF в Америці, а також у Бразилії та Стокгольмі.

## Нагороди та відзнаки
- президентська стипендія за перемоги у конкурсів МАН (2016 та 2017 роки).